# Nunira
Nunira ist ein osttimoresischer Suco im Verwaltungsamt Laga (Gemeinde Baucau).

## Geographie

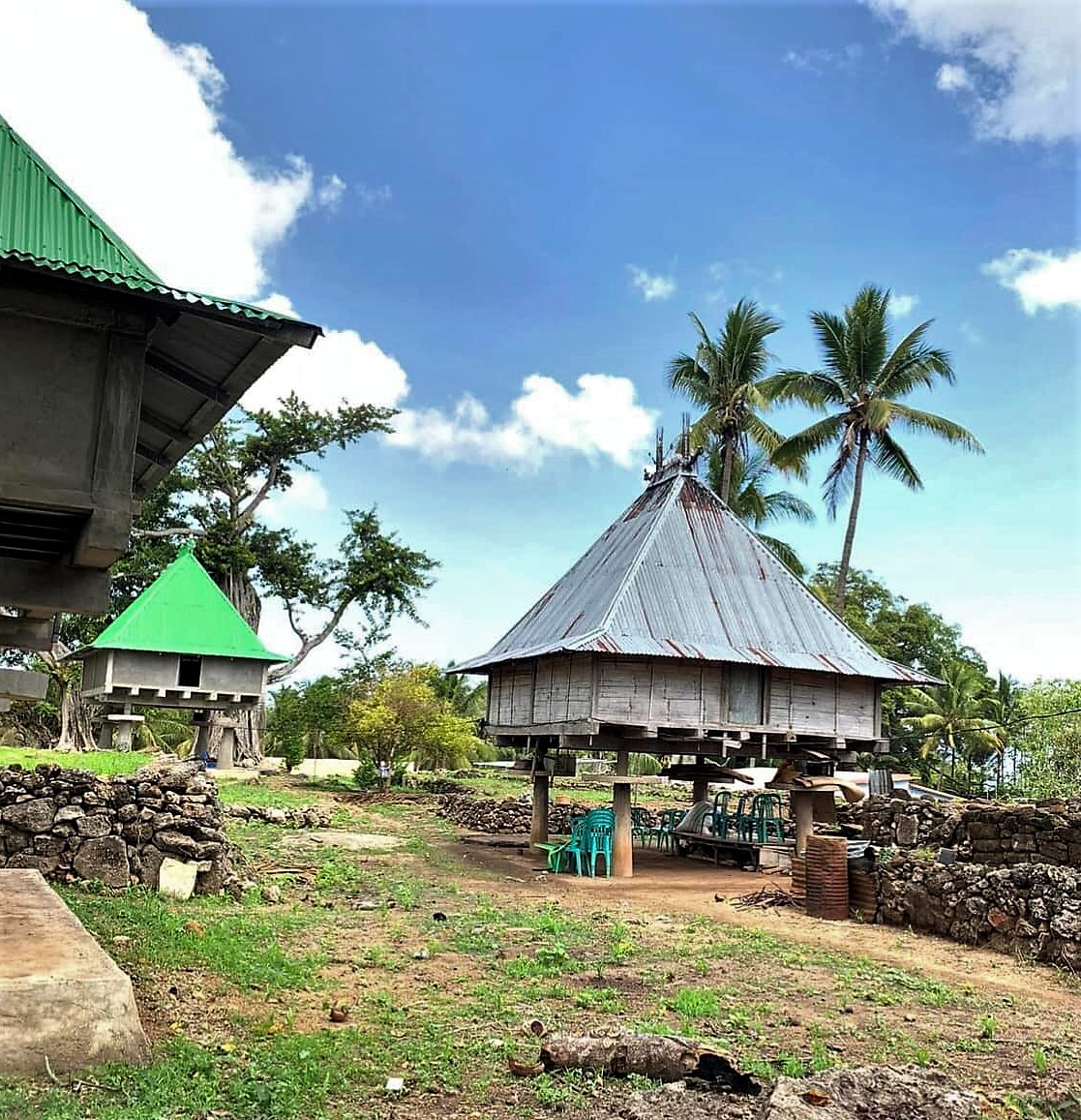
Traditionelle Häuser in der Aldeia Loilaco

Nunira liegt im Norden des Verwaltungsamts Laga, an der Küste der Straße von Wetar. Südwestlich liegt der Suco Soba, südöstlich der Suco Libagua und östlich der Suco Samalari. An der Grenze zu Soba mündet der Nanunai in die Straße von Wetar. Östlich davon mündet der Fluss Cassubolo, der auch in Nunira entspringt. Im Süden reicht Nunira bis an den Fluss Lequinamo. Während der Trockenzeit trocknen die Flüsse nahezu aus.
Entlang der Küste führt die nördliche Küstenstraße, eine der wichtigsten Verkehrswege des Landes. An ihr liegen die Küstenorte Uassabolo und Buigira (Buiguire, Buiguira). Durch den Süden führt eine zweite Überlandstraße, die die Orte Baucau und Baguia miteinander verbindet. Hier liegen die Dörfer Uasilaua (Uacilava), Larifanu (Larifano, Larifalo), Borulau (Borolau), Buscaulari (Buskaulari, , Buakaulari), Uari Lana und Nunira.
Im Suco befinden sich die fünf Aldeias Borulau, Buscaulari, Lalulai, Loilaco und Uasilaua.
Der Ort Nunira (Nunir) liegt im Süden des Sucos, auf einer Meereshöhe von 410 m. Hier befindet sich die Grundschule Escola Primaria Catolica Nunira. Außerdem gibt es hier eine medizinische Station.
Vor der Gebietsreform 2015 hatte Nunira eine Fläche von 24,20 km². Nun sind es 18,42 km². Im Osten gab Nunira Gebiete an Samalari ab, inklusive den Dörfern Binagua und Loilaku sowie dem Salzsee Lagoa Laram. Dafür kamen Gebiete im Südwesten von Soba zu Nunira.
Neben jener in Nunira gibt es Grundschulen in Buigira und Uasilaua.

## Einwohner
In Nunira leben 2.114 Einwohner (2022), davon sind 1.082 Männer und 1.032 Frauen. Im Suco gibt es 353 Haushalte. Über 95 % der Einwohner geben Makasae als ihre Muttersprache an. Die restliche Bevölkerung spricht Tetum Prasa.

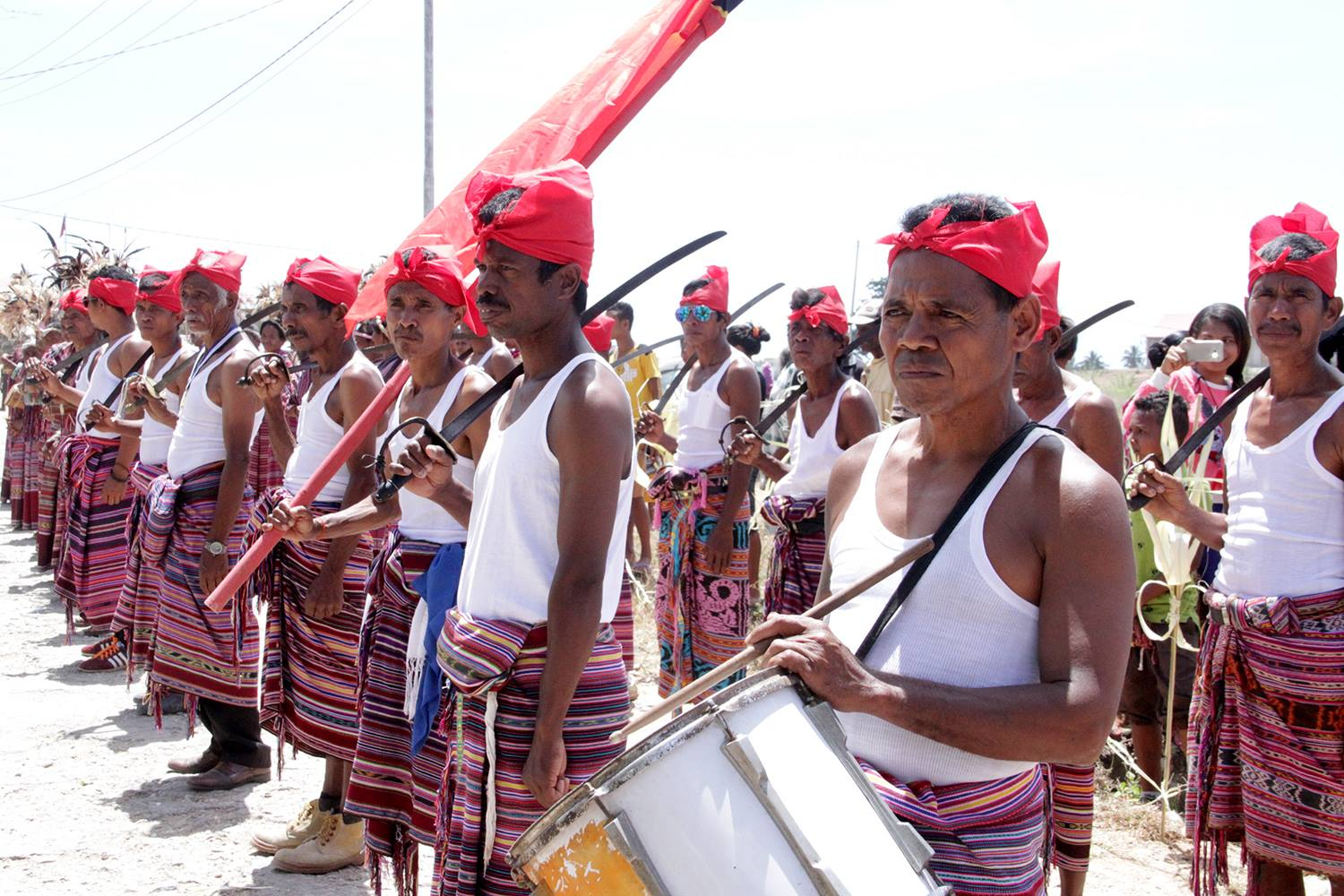
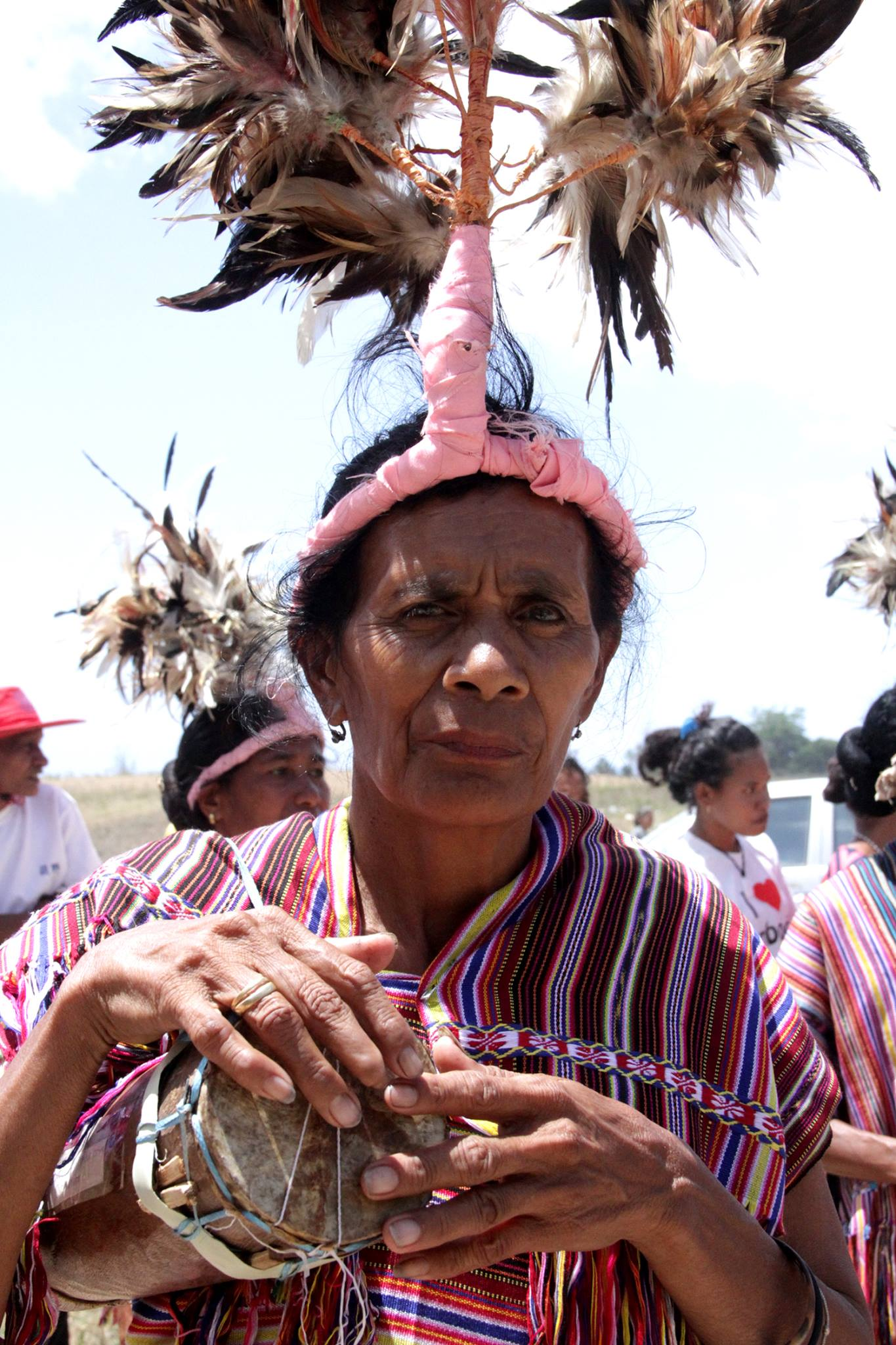
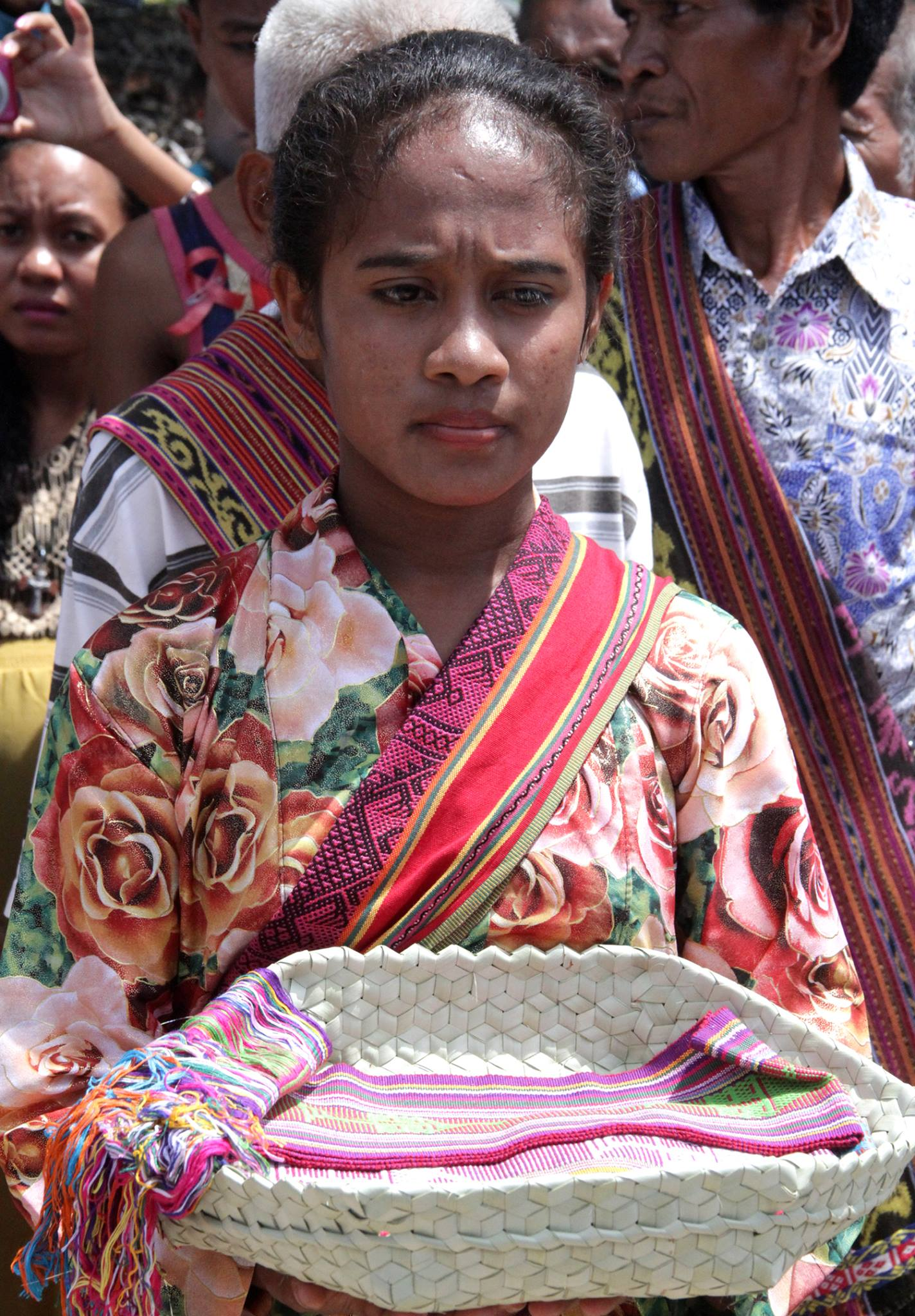
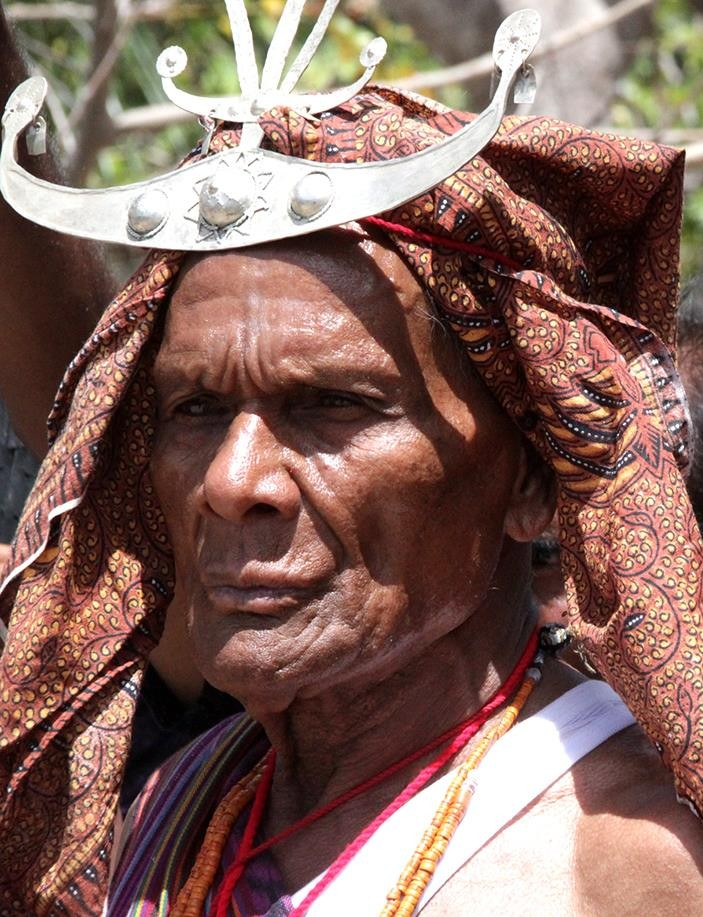

## Geschichte
Am 29. Mai 1997 fanden Wahlen statt, bei denen Vertreter Osttimors für das indonesische Parlament gewählt werden sollten. Zwei Tage zuvor griffen  in Nunira Jugendliche eine Gruppe von Wahloffiziellen an. Dabei wurden ein Polizist und ein Soldat getötet, vier weitere Personen schwer und drei leicht verletzt. Dieser Angriff fand im Umfeld mehrerer solcher Attacken auf die indonesische Besatzungsmacht statt, bei denen zwischen dem 27. und 31. Mai insgesamt neun Zivilisten und 20 Angehörige von indonesischen Sicherheitskräften starben.
Im August 2020 kam es im Dorf Wailawa in Nunira zu gewaltsame Zusammenstöße zwischen Mitgliedern der Kampfsportgruppen Persaudaraan Setia Hati Terate (PSHT) und Ikatan Keluarga Silat Perguruan (IKSPTL). Dabei gab es zwei Verletzte und zwölf Häuser wurden niedergebrannt.

## Politik
Bei den Wahlen von 2004/2005 wurde Celestino da Costa Pereira zum Chefe de Suco gewählt und 2009 in seinem Amt bestätigt. Bei den Wahlen 2016 gewann Noilton de Sousa Gama. 2023 wurde Celestino da Costa Pereira zum neuen Chefe de Suco gewählt.
2023 wurden zum Chefe de Aldeias gewählt: Ramiro Filipe (Borulau), Armando Soares Guterres (Buscaulari), Agostinho Gusmão (Lalulai), João do Carmo (Loilaco) und Salvador Pinto Ribeiro (Uasilaua).